# Makan Aïko
Makan Aïko (Parigi, 7 gennaio 2001) è un calciatore francese, centrocampista del Fortuna Sittard.

## Carriera
Aïko è cresciuto nel settore giovanile del Le Mans ed ha debuttato in prima squadra il 15 gennaio 2021 nell'incontro di Championnat National perso 2-0 contro il Quevilly-Rouen. Ha segnato il suo primo gol il 19 febbraio seguente nel pareggio per 1-1 contro il Borgo.
Il 24 maggio 2024 è passato a titolo definitivo al Fortuna Sittard.

## Statistiche

### Presenze e reti nei club
Statistiche aggiornate al 28 settembre 2024
| Stagione        | Squadra         | Campionato      | Campionato | Campionato | Coppe nazionali | Coppe nazionali | Coppe nazionali | Coppe continentali | Coppe continentali | Coppe continentali | Altre coppe | Altre coppe | Altre coppe | Totale | Totale | Totale |
| Stagione        | Squadra         | Comp            | Pres       | Reti       | Comp            | Pres            | Reti            | Comp               | Pres               | Reti               | Comp        | Pres        | Reti        | Pres   | Reti   |        |
| --------------- | --------------- | --------------- | ---------- | ---------- | --------------- | --------------- | --------------- | ------------------ | ------------------ | ------------------ | ----------- | ----------- | ----------- | ------ | ------ | ------ |
| 2018-2019       | Le Mans 2       | N3              | 5          | 1          | -               | -               | -               | -                  | -                  | -                  | -           | -           | -           | 5      | 1      |        |
| 2020-2021       | Le Mans 2       | N3              | 5          | 0          | -               | -               | -               | -                  | -                  | -                  | -           | -           | -           | 5      | 0      |        |
| 2021-2022       | Le Mans 2       | N3              | 2          | 1          | -               | -               | -               | -                  | -                  | -                  | -           | -           | -           | 2      | 1      |        |
| 2020-2021       | Le Mans         | N1              | 7          | 1          | CF              | 0               | 0               | -                  | -                  | -                  | -           | -           | -           | 7      | 1      |        |
| 2021-2022       | Le Mans         | N1              | 10         | 0          | CF              | 2               | 0               | -                  | -                  | -                  | -           | -           | -           | 12     | 0      |        |
| 2022-2023       | Le Mans         | N1              | 28         | 6          | CF              | 1               | 0               | -                  | -                  | -                  | -           | -           | -           | 29     | 6      |        |
| 2023-2024       | Le Mans         | N1              | 10         | 1          | CF              | 0               | 0               | -                  | -                  | -                  | -           | -           | -           | 10     | 1      |        |
| 2024-2025       | Fortuna Sittard | ED              | 5          | 1          | CO              | 0               | 0               | -                  | -                  | -                  | -           | -           | -           | 5      | 1      |        |
| Totale carriera | Totale carriera | Totale carriera | 71         | 11         |                 | 3               | 0               |                    | -                  | -                  |             | -           | -           | 74     | 11     |        |